# میرزا حسین‌خان افشار استاجلو
میرزا حسین‌خان افشار استاجلو از سیاستمداران ایرانی بود، که در دوره‌های هشتم
، نهم
، دهم
، یازدهم،
 دوازدهم و  سیزدهم بعنوان نماینده ارومیه در مجلس شورای ملی حضور داشت.